# 阿莱克斯·贝尔甘蒂尼奥斯
阿莱克斯·贝尔甘蒂尼奥斯（1985年6月7日—），全名阿莱杭德罗·阿莱克斯·贝尔甘蒂尼奥斯·加西亚（Alejandro "Álex" Bergantiños García），是一名西班牙足球运动员。

## 足球生涯
贝尔甘蒂尼奥斯生于拉科鲁尼亚，是一名土生土长的加利西亚人。而他也通过青训体系成长为拉科鲁尼亚本地俱乐部皇家拉科鲁尼亚竞技俱乐部的一员。在球场上，阿莱克斯司职中场，担任中前卫或防守型前卫。
尽管早早成为拉科鲁尼亚的一份子，贝尔甘蒂尼奥斯在职业生涯的早期不得不接受租借在外的锤炼。2008-2011年期间，他曾经先后租借至赫雷斯、格拉纳达、塔拉戈纳，代表以上三家俱乐部总计出场85次。
阿莱克斯回到拉科鲁尼亚是在2011-2012赛季，并且迅速成为球队主力。至今他已为球队出场106场联赛，打进4球。